# Isidore Isou

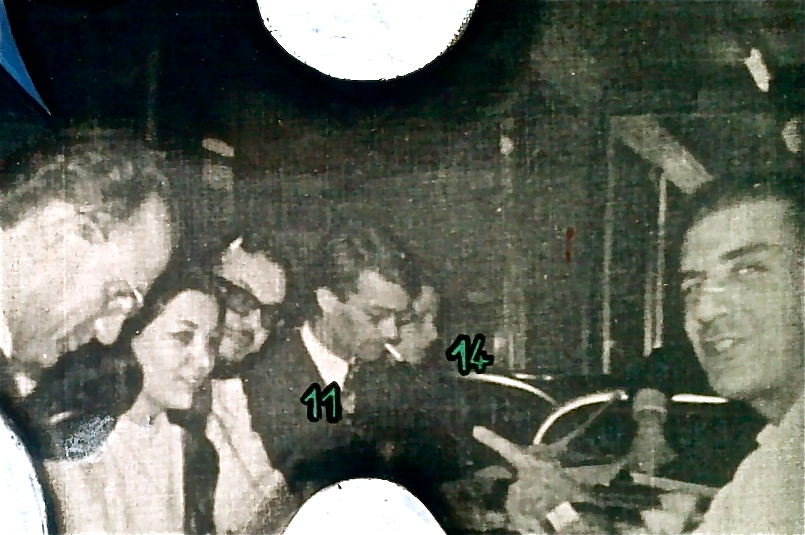
reunió lletrista

Isidore Isou (Botosani, Romania, 1925 – París, 2007) va ser un artista romanès. Lector àvid, precoçment apassionat per les obres dels grans autors de la literatura i la filosofia. Va ser en una de les seves lectures que, en una frase de Keyserling («el poeta dilata els vocables»), un error de traducció li va fer confondre vocable amb vocal, i va entendre, en la seva llengua romanesa, que el poeta dilata les vocals. Això el va inspirar per escriure el seu manifest lletrista. La seva obra cinematogràfica compta amb una vintena de pel·lícules mentre que la seva obra plàstica figura en importants col·leccions, encara que mai no ha estat objecte d'una gran retrospectiva. Va obtenir la nacionalitat francesa als anys vuitanta, país on va morir l'any 2007.